# Куелап

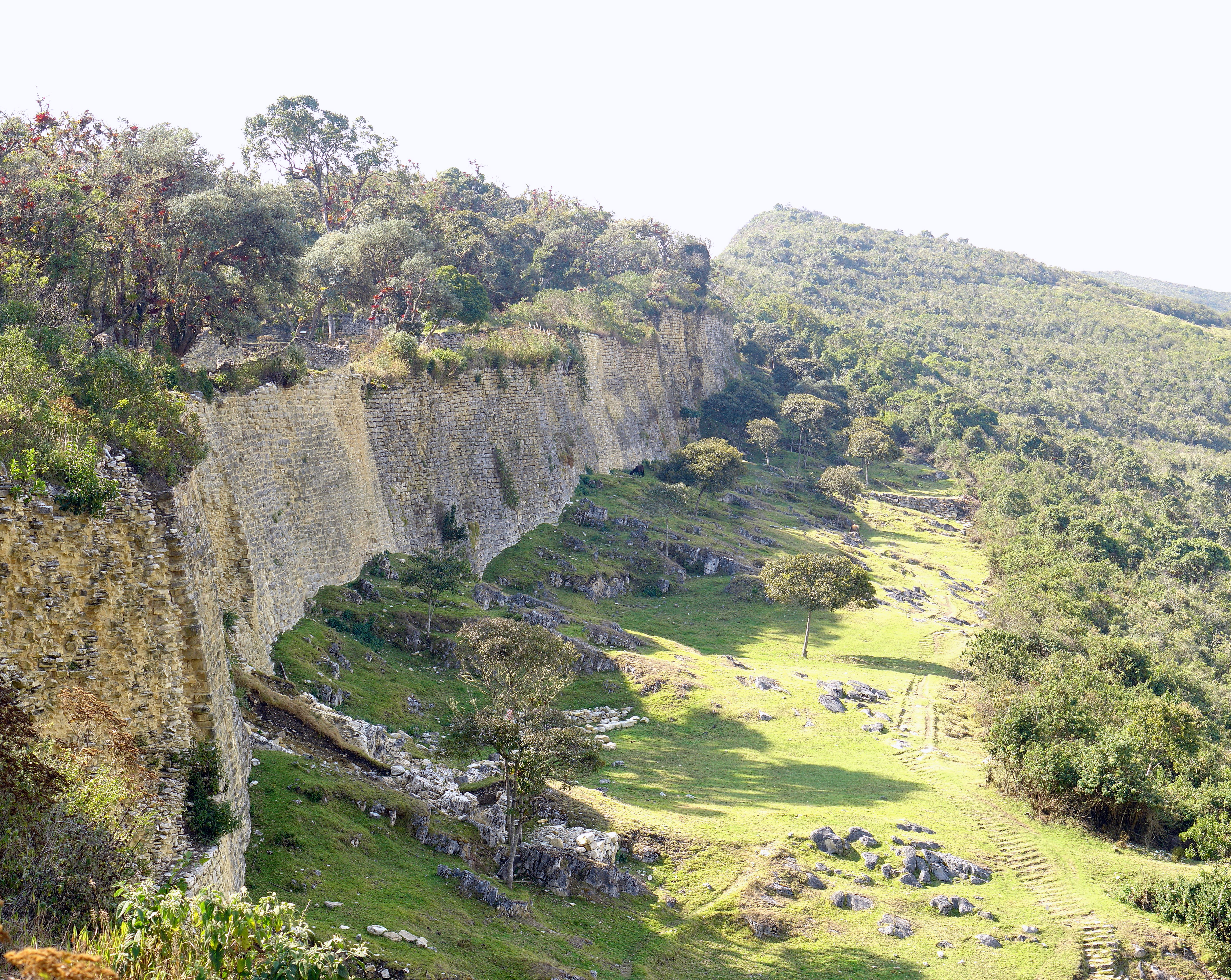
Руїни Куелапу

Куелап (Cuélap) — потужна гірська фортеця часів культури Чачапойя. Після підкорення останніми за часів Інки Пачакутека перетворився на потужну військову опору інків на півночі імперії. Куелап отримав неофіційну назву Північної Мачу-Пікчу. Відкрита у 1843 році. Є важливою археологічною пам'яткою Перу. Археологічний комплекс Куелап у 2003 році був визнаний ЮНЕСКО об'єктом культурної спадщини.

## Географія
Розташована в горах біля витоків річки Урубамба на висоті 3000 метрів над рівнем моря, в 72 км на південний захід від міста Чачапояс, у провінції Луя регіону Амазонас (Перу), на лівому березі річки Уткубамба. З 2015 року розпочато будівництво фунікулеру до Куелапу спільно французькою компанією Pomagalski S.A.S з перуанською Ingenieros Civiles y Contratistas Generales S.A. Його планується завершити у 2016 році.

## Історія
Радіовуглецевий аналіз допоміг встановити, що поселення було заселене, з VI по XVI ст н. е. Чачапойя звели фортецю на початку 510-х років для захисту від нападу з боку держави Уарі. Тривалий час Куелап залишався центром опору різним загарбникам. Інки також довгий час не могли підкорити Куелап. Лише Тупак Юпанкі на початку свого володарювання зміг це зробити. З цього моменту Куелап перетворюється на військову опору інків на півночі своєї імперії. В цьому статусі куелап залишався протягом існування держави інків.
Інки залишили Куелап у період вторгнення іспанських конкістадорів, після 1533 року, коли останнього незалежного Сапа Інку Атауальпу було страчено. військовик останнього Кіскіс не наважився довго тут залишатися, оскільки постачання харчів до цієї фортеці було ускладнено. З цього моменту Куелап було залишено військовими.

## Опис
Куелап створена переважно у стилі культури чачапойя. Він був завдовжки 584 м і завширшки близько 110 м. Чачапойя розмістили фортецю на вершині скелястої гори, звідки відкривається кругова панорама. Комплекс Куелап орієнтований з півдня на північ. Має оригінальну форму, яка добре видна зверху. Він нагадує нижню частину ноги людини з витягнутим носком. Носком «ноги» є башта, яку іспанці назвали «Ель-Торреон». Краєвид на комплекс під кутом нагадує величезного кондора з розпростертими крилами.

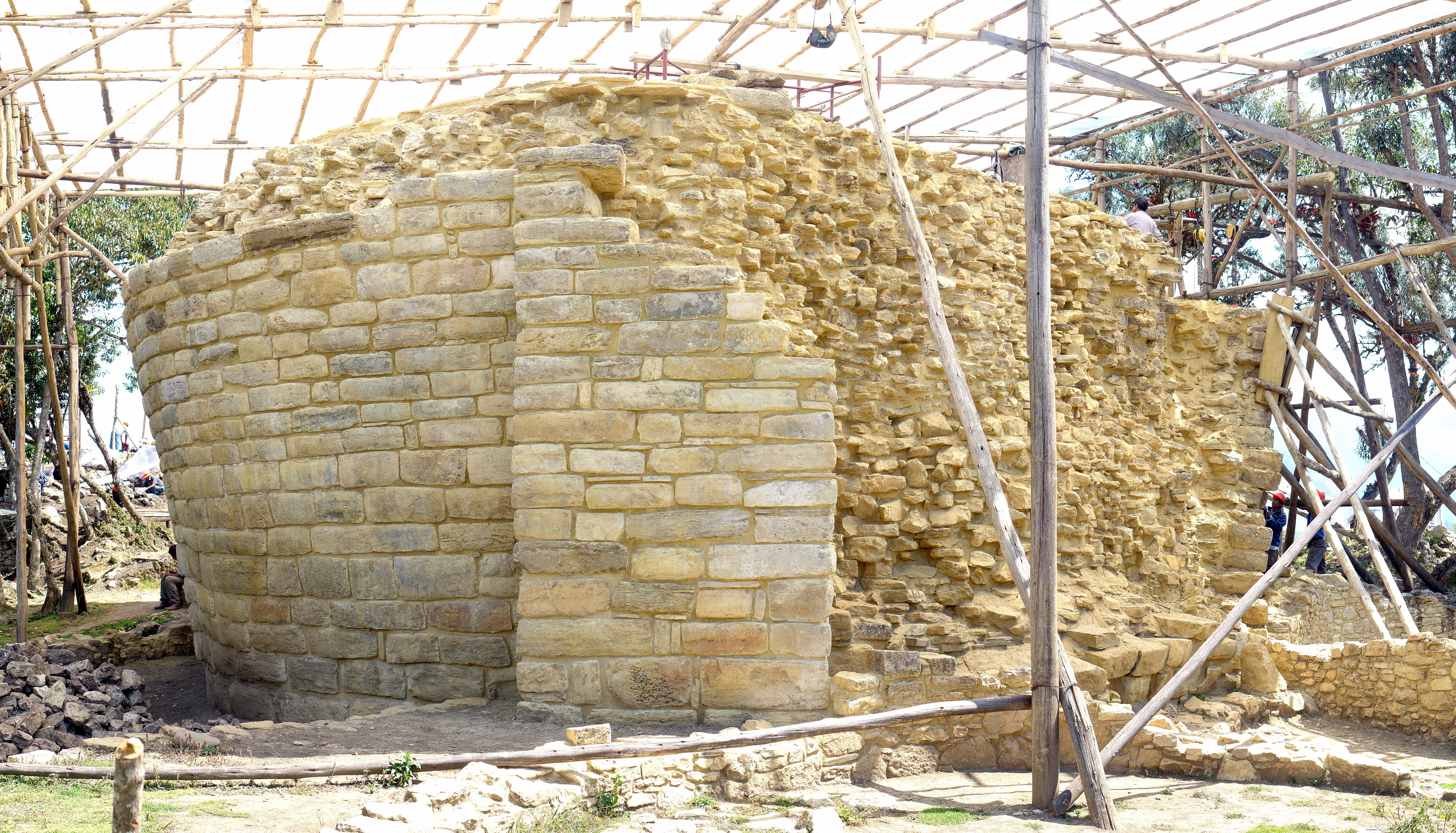
Руїни Ель-Тінтеро

Всередині Куелап поділено на нижнє та верхнє місто. Тут розміщені дві велетенські довгі тераси (завдовжки 600 м, загальна ширина — 110, висота кожної — 20 м), що оточують вершину гори з двох сторін, на них розташовані 2 платформи, встановлених одна на одну. Ці дві тераси утворюють єдину платформу Нижнього міста. На ній побудована друга платформа Верхнього міста, що витягнута у довжину. Над Верхнім містом височить 7-метрова будова Ель-Торреон. Верхнє місто займає північно-західну сторону комплексу-фортеці й відділене від Нижнього міста високою стіною. Територію Верхнього міста умовно можна розділити на три частини — ліву, праву і центральну. Ліва частина (Ель-Тінтеро) — округлої форми. Права і центральна частини — прямокутної форми розділені між собою проходом у Верхнє місто. Вони так само відділені від лівої частини. На території центральної частини розташоване прямокутне спорудження Ель-Костілья, що нагадує замок. На території правій частині, на самому північному краю комплексу Куелап, розташований Ель-Торреон — будова, схожа на оглядову вежу. Нижнє місто має вищу стіну та займає основну територію. Будівельним матеріалом комплексу є вапнякові блоки.
Створена інженерами чачапойя чудова дренажна система допомагала уникнути затоплення приміщень. Вважається, що комплекс по своїх величезних розмірах і дуже складного технічного виконання може бути порівняний тільки з Мачу-Пікчу. Встановлено, що для створення комплексу Куелап було використано в 3 рази більше будівельних матеріалів, ніж для Великої піраміди Хеопса в Єгипті.
Місто-фортеця складалося з більш ніж 450 будівель і було обнесено потужною стіною заввишки 20 м, з яких 335 — у Нижньому місті, близько 80 — у Верхньому місті. Будинки були складені з каменю, встановлювалися на платформі та мали кругове планування. Зверху вони покривалися високим конусоподібним дахом з листя. До фортеці веде дуже вузька дорога, на якій може розміститися не більше 1 людини, оточена стінами заввишки у 20 м. Нижнє місто, так і Верхнє місто мають однакову архітектуру. Це дворівневі циліндричні споруди й високі стіни, що оточують Нижнє та Верхнє місто. На дні багатьох циліндричних споруд за допомогою каменів складений невисокий «бордюр», а іноді просто одинарна або подвійна лінія.
На нижніх стінах споруд зроблені фризи у вигляді суцільної смуги, прикрашеної орнаментом у вигляді ромбів, а так само зигзагоподібної лінії. Фриз зазвичай є прикрасою споруди. Деякі ромбові орнаменти в центрі мають практично квадратний камінь. Усередині інших ромбів вертикально встановлений довгий і вузький прямокутний камінь. Цей камінь ділить ромб на два трикутники. Орнамент зигзагів представлений як у вигляді однієї смуги, так і двох смуг. Іноді смуговий зубчастий орнамент доповнений горизонтальними прямокутниками.
У 2015 році археологи Флоридського університету на чолі із Марлою Тайне на території Куелапу у двох скелетах виявлені сліди патології, схожою за ознаками на трепанацію. Отвори виявлені на кістках ніг двох помірно здорових осіб, одна з яких була підлітком, а друга — дорослим 30-34-річним чоловіком. Зазвичай до цього сліди трепанації знаходили на черепі. Відповідно до досліджень ці операції здійснювалися задовго до приходу сюди інків, можливо в період Уарі.